# Molí de l'Armentera
El molí de l'Armentera és una construcció de l'Armentera (Alt Empordà) inclos en l'Inventari del Patrimoni Arquitectònic de Catalunya.

## Història
Era el molí més important del comtat d'Empúries, podent les embarcacions, atesa la navegabilitat del Fluvià, arribar fins allà mateix. Arran de la guerra de successió quedà derruït.
El comte d'Empúries manà la seva restauració, que es va fer a partir de 1733, seguint la traça imposada per l'arquitecte barceloní Agustí Juli. A partir de 1753, el comte vengué el molí a una societat que duria les obres a terme.
El 1790, el vitager Francisco de Zamora deia que hi arribaria arròs a València. D'altra banda, també s'hi portava el gra de la contrada. La navegació del riu vell, el no haver-hi aigua corrent, es va fer impossible cap al primer terç del segle xix.

## Descripció
És un edifici aïllat situat als afores del poble, al costat d'un rec, del qual en rebia l'aigua quan funcionava com a molí. És un gran casal amb planta baixa i dos pisos, i un teulat a quatre vessants, amb un pendent molt pronunciat. La planta baixa és l'antic carcabà, a on a través d'uns arcs entrava l'aigua que feia moure les pales del molí. Actualment aquesta planta baixa és un menjador. Els antics arcs del carcabà són cinc arcs de mig punt, dos més petits i tres de més amples i són l'única part que no està arrebossada i a on veiem l'aparell. La resta de la façana del molí està arrebossada exceptuant les cantonades, a on veiem un encoixinat de carreus, i les finestres i portes. La façana a on hi havia l'antic carcabà té quatre finestres al pis superior i tres finestres i una porta al primer pis, ordenades tant en horitzontal com en vertical. La façana del darrere també té quatre finestres al pis superior i quatre a la inferior però la que es troba més a la dreta no segueix l'ordenament vertical de les anteriors, ordre que també trenca una porta al pis inferior, just al centre.
Les façanes laterals són de dimensió menor que les anteriors i compten amb una porta al pis inferior i una finestra al superior, que en el cas de la façana que dona al camí la finestra és doble i la porta d'accés també és de dimensions major que la de l'altra façana. Per acabar cal destacar un pont de pedra romà situat cinquanta metres a davant de l'antic arrabà, que servia per travessar d'un costat a l'altre del rec i que era l'antic camí que portava a Cinc Claus i Empúries.
La façana porta la data de 1776, i la fusta emprada per a les bigues del sostre fou portada per mar des de Tortosa.